# Echemus lacertosus
Echemus lacertosus är en spindelart som beskrevs av Simon 1907. Echemus lacertosus ingår i släktet Echemus och familjen plattbuksspindlar.
Artens utbredningsområde är Principe. Inga underarter finns listade i Catalogue of Life.